# HMS Asheldham
HMS Asheldham (planowana nazwa „Green Bantam”) – brytyjski kuter trałowy typu Ham. Okręt został nazwany na cześć wsi Asheldham w Esseksie. „Asheldham” był wybudowany w stoczni Philip and Son w Dartmouth. Był to jedyny jak do tej pory okręt brytyjski noszący nazwę „Asheldham”.
1 kwietnia 1959 roku został przekazany Królewskiej Malezyjskiej Marynarce Wojennej, gdzie służył jako „Sri Perlis”. Został zezłomowany w 1967 roku.